# 河本明哲
河本 明哲（かわもと あきのり、1986年12月27日 - ）は、日本の元ラグビー選手。

## プロフィール
- 大阪府出身。
- ポジションはフランカー(FL)、ナンバーエイト(No8)。
- 身長 183cm、体重 93kg
- ニックネームはカーボン[1]。

## 来歴
2005年、啓光学園高校卒業後、龍谷大学に入る。なお啓光学園高校時代、第28回全国高校東西対抗試合の参加メンバーに選出された。
2009年、龍谷大学卒業後、ヤマハ発動機ジュビロに加入。
2010年9月4日に行われたジャパンラグビートップリーグ第1節のNECグリーンロケッツ戦に途中出場で公式戦初出場を果たす。
2013年、現役を引退した。